# Duelo nacional

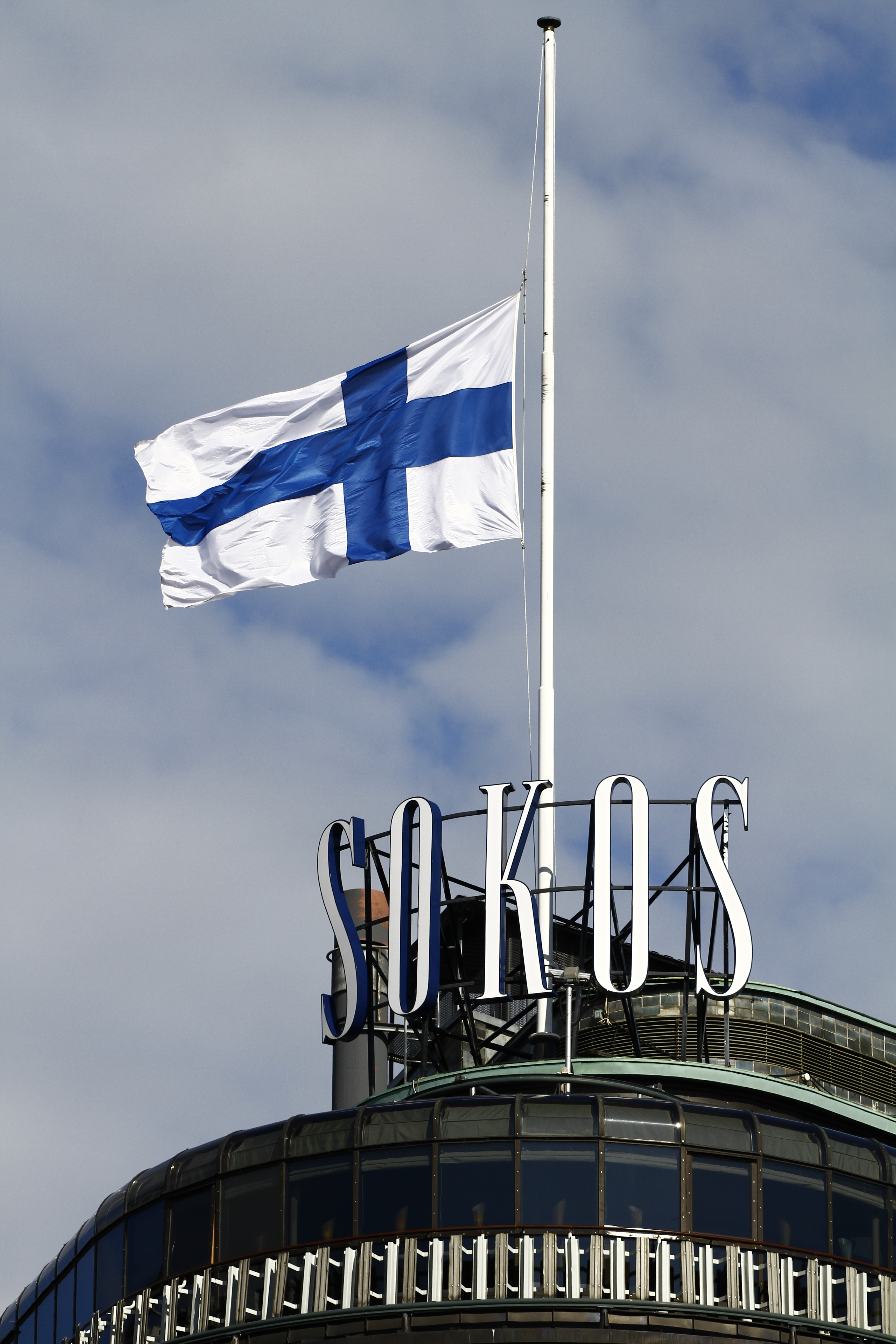
Bandera finlandesa a media asta debido a los atentados de Noruega de 2011.

Un luto nacional o duelo nacional es un periodo de uno o más días que el gobierno de un país decide oficialmente que estará marcado por el luto y la conmemoración de una o más muertes relevantes para la opinión pública del país. Entre esos días figuran los que marcan la muerte de una o varias personas de renombre, como el jefe de Estado o de Gobierno, las muertes causadas por un importante desastre natural o provocado por el hombre, las víctimas de un atentado terrorista o las conmemoraciones en tiempo de guerra.
La duración del duelo varía notablemente entre países y según el hecho que lo motiva.

## Símbolos
Un símbolo de duelo habitual consiste en ondear la bandera nacional a media asta.

Crespón negro, un símbolo de duelo.

En algunos países se utiliza también como símbolo el lazo o crespón negro, por ejemplo, en las cabeceras de los periódicos, las cadenas de televisión o los sitios web oficiales. Este uso ha sido secundado en algunos casos por el buscador Google.

## Récords

### Lutos oficiales más largos
- 1,071 días (3 años y un día) en Corea del Norte por la muerte del líder supremo Kim Jong-il en 2011.
- 365 días (1 año) en Tailandia por el rey Bhumibol Adulyadej (2016)
- 180 días en Yugoslavia por el regicidio a Alejandro I de Yugoslavia en 1934.
- 120 días en Portugal por el regicidio a Carlos I de Portugal y el magnicidio del príncipe heredero en 1908.
- 90 días en Grecia por el rey Jorge II de Grecia en 1947.
- 90 días en Grecia por el rey Pablo de Grecia en 1964.
- 90 días en Baréin por el emir Isa bin Salman Al Khalifa en 1999.
- 60 días en Mozambique por el presidente en ejercicios  Samora Machel (1986).
- 60 días en Togo por Gnassingbé Eyadéma, presidente en ejercicios del país (2005)
- 45 días en Angola por Agostinho Neto, presidente en ejercicio del país en 1969.
- 40 días en Siria por Hafez al-Assad, presidente en ejercicio del país (2000).
- 40 días en Egipto por Gamal Abdel Nasser, presidente en ejercicio del país (1970).
- 30 días en Argentina por la muerte de la primera dama Eva Perón en 1952.
- 30 días en Liberia por el asesinato de John F. Kennedy, presidente en ejercicio de Estados Unidos.
- 30 días en Filipinas por la muerte del presidente en ejercicio Ramón Magsaysay en 1957.

### Lutos oficiales en mayor cantidad de países
- En 1963, se declaró luto oficial en 32 países por el asesinato de John F Kennedy, presidente de los Estados Unidos. Fue la primera vez que más de diez países declararon en común un periodo de duelo nacional.
- En 1980 se declaró luto oficial en 18 países por la muerte del mariscal Tito, presidente de Yugoslavia.
- En 2001 se declaró duelo nacional en 22 países tras los atentados terroristas del 11 de septiembre.
- En 2005, se declaró duelo nacional en 60 países tras la muerte del papa Juan Pablo II, ostentando el récord internacional.
- En 2005, se declaró luto oficial en 21 países tras la muerte del rey Fahd de Arabia Saudita.
- En 2010, se declaró luto oficial en 24 países tras la muerte del presidente de Polonia, Lech Kaczyński, en un accidente aéreo en Rusia.
- En 2013, en 20 países de África, América, Asia y Europa se declaró luto oficial tras el fallecimiento por cáncer de Hugo Chávez, presidente en ejercicio de Venezuela. En el país africano de Gambia se decretó dos días de rezos.
- En 2013, 53 países declararon duelo oficial por la muerte del expresidente sudafricano Nelson Mandela.
- En 2022, 19 países declararon luto oficial tras la muerte del emir de Abu Dabi Jalifa bin Zayed Al Nahayan, jefe de Estado de los Emiratos Árabes Unidos.
- En 2022 tras la muerte de la reina Isabel II del Reino Unido se declaró duelo nacional en 41 países de todos los continentes.

- En 2025, tras la muerte del papa Francisco se declaró día de luto en 40 países, 15 de ellos del continente americano.

## Lista de personalidades destacadas

### Oficiales de Estado
- Mohamed Brahmi, figura de oposición de Túnez y miembro de la Asamblea Constituyente de Túnez, asesinado delante de su casa.
- El Padre del Estado de Bangladés, Sheikh Mujibur Rahman fue asesinado por un grupo de personal de Ejército de la Bangladés. Los agentes mataron a su familia entera excepto sus hijas Sheikh Hasina y Sheikh Rehana.
- Rafik Hariri (Líbano)
- Los presidentes de los Estados Unidos suelen declarar un Día Nacional de Luto, generalmente el día de sus funerales. Comenzando con John F. Kennedy, estos días también se consideran días festivos federales. No había un día de luto oficial para Herbert Hoover.[3]
- En la Unión Soviética se declaró un período de luto oficial de varios días por la muerte de dirigentes o exdirigentes, siendo Alexei Rykov, Nikita Jruschov y Georgy Malenkov excepciones notables después de que Rykov fuera ejecutado durante la Gran Purga y los otros dos fueran relegados a la oscuridad. La muerte de Khrushchev fue anunciada sólo horas antes de que fuera enterrado sin todos los honores del estado,[4] mientras que la muerte de Malenkov fue anunciada más de 2 semanas después de su muerte[5][6] Esta costumbre cambió en 1968 cuando se declaró un día de luto nacional para el cosmonauta soviético Yuri Gagarin, el primer humano que viajó al espacio exterior.[7] En los últimos años de la Unión Soviética, se declaró el luto oficial por dos desastres: el terremoto de 1988 en Armenia y el desastre del tren de Ufa.[8][9]

- Tomás Garrigue Masaryk - Primer Presidente de Checoslovaquia. Luto nacional desde su muerte el 14-21 de septiembre de 1937.
- Mustafa Kemal Atatürk - fundador de la República de Turquía. El 10 de noviembre es el día de luto nacional en Turquía, en conmemoración de la muerte de Atatürk el 10 de noviembre de 1938. Todos los años, a las 09:05 del 10 de noviembre, se oyen sirenas en toda Turquía, seguidas de un minuto de homenaje, así como el cese de casi toda actividad durante ese tiempo.
- Charles de Gaulle - Ex Presidente de Francia murió el 9 de noviembre de 1970. Declarado de luto nacional en el funeral de estado el 12 de noviembre.
- Después del asesinato del primer ministro socialdemócrata sueco Olof Palme en 1986, Suecia, Cuba, Nicaragua y Vietnam.
- El líder de la revolución iraní de 1979, el ayatolá Ruhollah Jomeini. Tras su muerte, el 3 de junio de 1989, el presidente Ali Jamenei declaró tres días de luto.
- Los líderes Zhou Enlai, Mao Zedong (a quien se le concedió un período de luto nacional que duró una semana) y Deng Xiaoping, República Popular China.
- Yitzhak Rabin, el primer ministro de Israel que fue asesinado el 4 de noviembre de 1995; se conmemora un día de luto nacional en Israel y en varias comunidades judías de todo el mundo.

- El emperador Hirohito de Japón, que murió en enero de 1989; se declaró un luto nacional durante dos días y el día de su funeral.[10][11]

- El expresidente de Francia, Francois Mitterrand murió el 8 de enero de 1996. El luto nacional declarado de funeral de estado el 11 de enero.

- El expresidente indonesio Suharto. Tras su muerte en enero de 2008, el Presidente Susilo Bambang Yudhoyono declaró siete días de luto nacional e instruyó a todos los funcionarios gubernamentales, las embajadas en el extranjero y todos los ciudadanos indonesios a ondear la bandera de Indonesia a media asta en honor a Soeharto del 27 de enero al 2 de febrero de 2008.

- El jefe de Estado de España de 1939 a 1975 Francisco Franco. Se declararon treinta días de luto nacional tras su fallecimiento el 20 de noviembre de 1975.[12]

- La muerte de Alexander Dubček en 1992, en el momento en que era presidente de la Asamblea Federal de Checoslovaquia.

- La ex Presidenta de Filipinas, Corazón Aquino. Tras su muerte el 1 de agosto de 2009, la entonces Presidenta Gloria Macapagal-Arroyo declaró diez días de luto nacional.

- Muerte del Presidente nigeriano Umaru Yar'Adua (principalmente en países africanos).

- El presidente argentino Néstor Kirchner (principalmente países de América Latina).

- Václav Havel, el expresidente de la República Checa, tres días del 21 al 23 de diciembre de 2011.[13]

- Presidentes de México, generalmente en el día de sus funerales (estos días suelen considerarse fiestas municipales y religiosas en la Ciudad de México y fiestas federales en el resto de la república). El más reciente fue el de Miguel de la Madrid en 2012.

- Dom Mintoff - ex primer ministro de la República de Malta - murió en su casa de Tarxien el 20 de agosto de 2012. Días de luto: Viernes 24 de agosto de 2012 y sábado 25 de agosto de 2012.

- Meles Zenawi - el primer ministro de Etiopía murió en un hospital de Bruselas el 20 de agosto de 2012. Se declararon 13 días de luto estatal.[14]

- El Secretario del Interior y del Gobierno Local de Filipinas, Jesse Robredo, que junto con otras dos personas murió en un accidente de avión el 18 de agosto de 2012. Del 21 al 26 de agosto fueron declarados días de luto nacional en Filipinas.

- Võ Nguyên Giáp - General de Vietnam. Murió en un hospital militar a la edad de 102 años el 4 de octubre de 2013. El 12 y 13 de octubre fueron declarados días de luto nacional en Vietnam.

- El expresidente de Sudáfrica y activista contra el apartheid Nelson Mandela, que murió el 5 de diciembre de 2013. Días oficiales de luto nacional en Sudáfrica del 8 al 15 de diciembre de 2013.

- El ex Primer Ministro Lee Kuan Yew, en Singapur, falleció el 23 de marzo de 2015. Los días oficiales de luto nacional en Singapur fueron del 23 al 29 de marzo de 2015.
- El Rey Abdullah de Arabia Saudita murió el 23 de enero de 2015. Se celebraron tres días de luto en Riad.

- El expresidente APJ Abdul Kalam, de la India, murió el 27 de julio de 2015. Los días oficiales de luto nacional en la India fueron del 27 de julio al 2 de agosto de 2015.[15]

- El presidente de Uzbekistán, Islam Karimov, murió el 2 de septiembre de 2016. Días oficiales de luto nacional en Uzbekistán del 3 al 6 de septiembre de 2016.

- El expresidente de Italia Carlo Azeglio Ciampi, murió el 16 de septiembre de 2016. Día oficial de luto nacional en Italia el 19 de septiembre de 2016.

- El expresidente israelí Shimon Peres, murió el 27 de septiembre de 2016. El período de luto fue inicialmente de 30 días, según la costumbre judía llamada shloshim, pero fue extendido por la familia de Peres debido a la demanda popular de los dolientes.[16]

- El rey tailandés Bhumibol Adulyadej murió el 13 de octubre de 2016. Su funeral tuvo lugar en un período de luto de un año.

- El expresidente cubano Fidel Castro murió el 25 de noviembre de 2016. Los días oficiales de luto nacional en Cuba fueron del 26 de noviembre al 4 de diciembre.[17][18]

- El exministro Principal de Tamil Nadu, Jayalalithaa, murió el 5 de diciembre de 2016. Día de luto nacional el 6 de diciembre de 2016 por el Gobierno de la India.[19] El Gobierno de Tamil Nadu observó un período de luto de siete días del 6 al 12 de diciembre de 2016,[20] y el Gobierno de Kerala y el Gobierno de Puducherry observaron un período de luto estatal de tres días del 6 al 8 de diciembre de 2016.[21] Un día de luto el 6 de diciembre de 2016 fue observado por el Gobierno de Karnataka,[22] el Gobierno del Punjab,[23] el Gobierno de Uttarakhand[24] y el Gobierno de Bihar.

### Figuras religiosas
- Iglesia ni Cristo Ministro ejecutivo Eraño Manalo, (Filipinas),[25]
- Hermana Lúcia, (Portugal)
- Madre Teresa de Calcuta, (principalmente India, Albania, y algunos países católicos)
- Patriarca Maxim de Bulgaria (Bulgaria)
- Patriarca serbio Pavle[26]
- Papa Juan Pablo II, (muchos los países incluyendo Egipto, Hungría, Cuba (tres días), Italia, Irlanda, Seychelles, Malaui, la República del Congo, la República Democrática de Congo, Portugal (tres días), Brasil (siete días), Bosnia y Herzegovina, México, España, la República Checa y Eslovenia)[27][28][29][30][31][32][33][34][35][36][37]
- Venerable Maestro Yin Rehuir (Taiwán)

### Figuras deportivas
- Abebe Bikila (Etiopía)
- Eusébio (Portugal)[38]
- Ferenc Puskás (Hungría)
- Ayrton Senna (Brasil)
- Diego Armando Maradona (Argentina)[39]
- Pelé (Brasil)
- Alcides Edgardo Ghiggia (Uruguay)

### Figuras culturales
- Israel Kamakawiwoʻole (Hawái)[40]
- Amália Rodrigues (Portugal)[41]
- Toše Proeski (Macedonia del Norte)
- Chinghiz Aitmatov (Kirguistán)
- Charles Aznavour (Armenia)
- Mihai Volontir (Moldavia)[42]
- Karel Gott (República Checa)
- Schafik Hándal (El Salvador)
- Gabriel García Márquez (Colombia)
- Jorge Negrete (México)
- Marcio Veloz Maggiolo (República Dominicana)
- Gustavo Cerati (Argentina)[43]
- Nicanor Parra (Chile)
- Mario Benedetti (Uruguay)

### Tragedias
- Víctimas del huracán Hazel (Haití, 3 días).
- Víctimas del gran terremoto chileno de 1960.
- Víctimas de la masacre del 20 de enero negro de 1990 por el ejército rojo de la Unión Soviética (Azerbaiyán, Bakú).
- Víctimas del accidente del tranvía de Kamianske en 1996 (Ucrania, 3 de julio de 1996).
- Víctimas de la masacre de la Escuela Secundaria de Columbine.
- Víctimas del terremoto de Jiji de 1999 (Taiwán).
- Víctimas del desastre de Kaprun en 2000 (Austria, 2 días).
- Víctimas de los ataques del 11 de septiembre de 2001 (Francia, Alemania, República de Corea, Japón, Bulgaria, Albania, Vietnam).
- Víctimas del atentado de Nasiriyah de 2003 (Italia, 2 de mayo de 2003).
- Víctimas del terremoto y el tsunami de 2004 en el Océano Índico (Todas las partes del mundo).
- Víctimas del atentado terrorista con bomba contra un tren en Madrid (España y Portugal) en 2004.
- Víctimas del accidente del Antonov An-24 de la Fuerza Aérea Eslovaca en 2006 (Eslovaquia, 19 de enero de 2006).
- Víctimas del accidente del vuelo 3054 de TAM Airlines (Brasil, 3 días).
- Víctimas de los incendios forestales de Grecia en 2007 (Grecia, 1 día).
- Víctimas de las inundaciones de 2007 en Eslovenia (21 de septiembre de 2007) (Eslovenia).
- La muerte de Toeski Proeski en un accidente de coche el 17 de octubre de 2007 (Macedonia del Norte).
- Víctimas del incendio ocurrido el 28 de febrero de 2008 y que causó 9 muertes en el tren nocturno BDZ Sofía - Kardam (Bulgaria, 1 día).
- Víctimas de las protestas antigubernamentales del Camerún de 2008, convocadas el 21 de abril de 2008.
- Víctimas del terremoto de Sichuan de 2008.
- Víctimas del ciclón Nargis en Birmania (Myanmar, 3 días).
- Víctimas del accidente del vuelo 5022 de Spanair que se estrelló en Madrid el 20 de agosto de 2008.
- Víctimas del terremoto de 2008 en Kirguistán.
- Víctimas del tiroteo en la escuela de Winnenden (12 de marzo de 2009, Alemania).
- Víctimas del terremoto de L'Aquila de 2009 (2009, Italia).
- Víctimas del accidente de autobús en Yambol (2009, Bulgaria).
- Víctimas del accidente de autobús en Egipto (2009, Serbia).
- Víctimas de la explosión de Užice (2009, Serbia).
- Víctimas del vuelo 447 de Air France, que se estrelló en el Océano Atlántico el 1 de junio de 2009.
- Víctimas del accidente de barco de 2009 de la República de Macedonia en el lago Ohrid (2009, Bulgaria y República de Macedonia).
- Víctimas de la masacre de Maguindanao (2009, Filipinas)
- Víctimas del accidente del vuelo 409 de Ethiopian Airlines (enero de 2009, Líbano)
- Víctimas del terremoto de Haití de 2010.
- Víctimas de las inundaciones y deslizamientos de tierra de Madeira de 2010 (febrero de 2010, Madeira, Portugal).
- Víctimas del hundimiento del Cheonan en 2010 el 26 de marzo de 2010, y el día de luto nacional del 25 al 29 de abril en Corea del Sur.
- víctimas del Naufragio del Sewol el 16 de abril de 2014 dejó un saldo de 304 muertos, en su mayoría estudiantes de secundaria que se encontraban realizando un viaje escolar. El incidente fue una de las peores tragedias marítimas de Corea del Sur.
- Víctimas del desastre aéreo de Smolensk (abril de 2010, Brasil, Canadá, España, República Checa, Estonia, Georgia, Hungría, Letonia, Lituania, Moldavia, Serbia, Eslovaquia, Turquía y Ucrania).
- Víctimas del terremoto de Yushu de 2010.
- Víctimas del incendio de Daca en 2010.
- Víctimas del descarrilamiento del tren de Yanga en 2010.
- Víctimas del alud de Gansu de 2010.[44]
- Víctimas de la crisis de rehenes en Manila (25 agosto en Filipinas).
- Víctimas de la colisión de autobús y tren de Marhanets (2010, Ucrania).
- Víctimas del desastre de Mina de Río de Pica (2010, Nueva Zelanda).
- Víctimas y daño del incendio forestal de Israel de 2010.[45]
- Víctimas de las inundaciones y deslizamientos de tierra en Río de Janeiro en enero de 2011 (2011, Brasil, 3 días).
- Víctimas del tiroteo escolar de Río de Janeiro (2011, Brasil).
- Víctimas de los ataques de Noruega de 2011 (Noruega, Suecia).
- Víctimas del accidente ferroviario de 2012 (Buenos Aires, Argentina, 2 días).
- Víctimas del 2012 accidente de autobús de Qafa e Vishës (Albania, 1 día).
- Víctimas de los terremotos de Italia de 2012 (Italia, 1 día).
- Víctimas del ataque de la frontera Israelí (Egipto, 3 días).
- Víctimas de los terremotos de Azerbaiyán (Irán, 2 días).
- Víctimas del desastre del complejo de refinación Paraguaná (Venezuela, 3 días)
- Víctimas del Estampida de Houphouët-Boigny de 2013 (Costa de Marfil, 3 días)
- Víctimas de la Tragedia de la discoteca Kiss (Brasil, 3 días)[46]
- Víctimas del 2013 Explosión de la Torre Ejecutiva Pemex (México, 3 días)[47]
- Víctimas de las protestas búlgaras contra el primer gabinete de Borisov (Bulgaria, 1 día)
- Víctimas del accidente ferroviario de Santiago de Compostela (España, 3 día)
- Víctimas de Tifón Haiyan (Yolanda)
- Víctimas de las inundaciones de Cerdeña (22 de noviembre de 2013, Italia, 1 día)
- Víctimas del derrumbe del techo de un supermercado en Riga (Letonia, junto con Estonia y Lituania)
- Víctimas del desastre de la mina Soma (Turquía, 3 días; Chipre Del norte, 2 días; Pakistán, 1 día)[48][49]
- Víctimas de las inundaciones del sudeste de Europa de 2014 (Serbia, 3 días; Bosnia y Herzegovina, 1 día)[50][51]
- Víctimas del tiroteo de Praga de 2023 (República Checa, 1 día)[52]

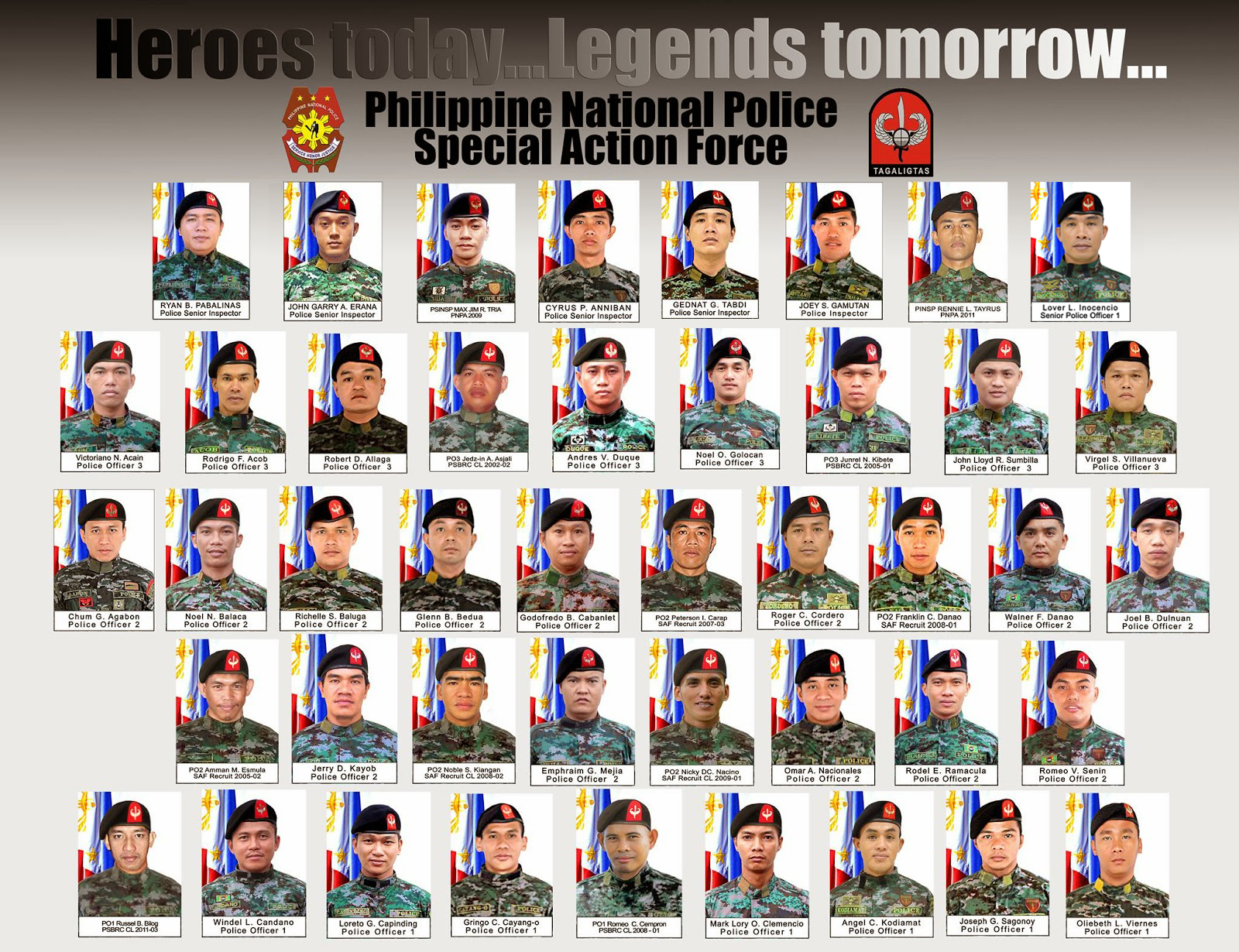
44 agentes de policía que perecieron durante el enfrentamiento Mamasapano.

## Lista de duelos nacionales

### Siglo XIX
| País         | Año  | Días de luto | Razón                                               | Notas                                                 |
| ------------ | ---- | ------------ | --------------------------------------------------- | ----------------------------------------------------- |
| EE. UU.      | 1865 | 1            | Asesinato del Presidente de EE. UU. Abraham Lincoln | Un día nacional de luto estuvo agendado para junio 1. |
| Países Bajos | 1890 | 1            | Muerte del rey Guillermo III                        | [ 55 ]                                                |

### Años 1920
| País                     | Año  | Días de luto | Razón                                           | Notas                                                                            |
| ------------------------ | ---- | ------------ | ----------------------------------------------- | -------------------------------------------------------------------------------- |
| URSS                     | 1924 | 1            | Muerte de dirigente soviético Vladimir Lenin    | [ 8 ] [ 56 ] [ 57 ]                                                              |
| Segunda República Polaca | 1924 | Al menos 1   | Muerte del Presidente de EE. UU. Woodrow Wilson | Wilson pidió un estado polaco independiente en su declaración de Catorce Puntos. |

### Años 1930
| País                     | Año  | Días de luto | Razón                                                           | Notas                                                           |
| ------------------------ | ---- | ------------ | --------------------------------------------------------------- | --------------------------------------------------------------- |
| Países Bajos             | 1934 | 1            | Muerte de Reina anterior consort Emma                           | [ 59 ]                                                          |
| Segunda República Polaca | 1934 | 1            | Asesinato del ministro interior Bronislaw Pieracki              | Espectáculos públicos, conciertos, y juegos fueron suspendidos. |
| Países Bajos             | 1934 | 1            | Muerte de Duque Henry, príncipe consort                         | [ 61 ]                                                          |
| Segunda República Polaca | 1935 | 3            | Muerte de estadista polaco Józef Piłsudski                      | Espectáculos públicos, conciertos, y juegos fueron suspendidos. |
| Segunda República Polaca | 1938 | Al menos 1   | Muerte del Arzobispo Armenio católico de Lviv Józef Teodorowicz | [ 58 ]                                                          |
| Santa Sede               | 1939 | 9            | Muerte del Papa Pío XI                                          | [ 63 ]                                                          |
| Reino de Italia          | 1939 | 1            | Muerte del Papa Pío XI                                          | [ 64 ]                                                          |

### Años 1940
| País                      | Año  | Días de luto | Razón                                                         | Notas                                                   |
| ------------------------- | ---- | ------------ | ------------------------------------------------------------- | ------------------------------------------------------- |
| Gobierno polaco en exilio | 1943 | 26           | Muerte de Primer ministro polaco-en-Exilio Władysław Sikorski | El periodo de luto más largo en la historia de Polonia. |
| Gobierno polaco en exilio | 1944 | 15           | Colapso de la Revuelta de Varsovia                            | [ 66 ]                                                  |
| EE. UU.                   | 1945 | 1            | Muerte de Franklin D. Roosevelt                               | [ 3 ]                                                   |
| India                     | 1948 | 13           | Asesinato de Mahatma Gandhi                                   | [ 67 ]                                                  |

### Años 1950
| País         | Año  | Días de luto | Razón                                              | Notas                                                                                             |
| ------------ | ---- | ------------ | -------------------------------------------------- | ------------------------------------------------------------------------------------------------- |
| Reino Unido  | 1952 | 9            | Muerte del rey George VI                           |                                                                                                   |
| Argentina    | 1952 | 30           | Muerte de la primera dama Eva Perón                | [ 68 ] [ 69 ]                                                                                     |
| Países Bajos | 1953 | 1            | Víctimas de la inundación de Mar Del norte de 1953 | [ 70 ]                                                                                            |
| México       | 1953 | 3            | Fallecimiento del actor y cantante Jorge Negrete   | Luto nacional, los cines en funciones guardaron 5 minutos de silencio en señal de luto y respeto. |
| URSS         | 1953 | 4            | Muerte del dirigente soviético Iósif Stalin        | [ 72 ]                                                                                            |
| Polonia      | 1953 | 1            | Muerte del dirigente soviético Iósif Stalin        | Locales de diversión estuvieron cerrados.                                                         |
| Polonia      | 1956 | 4            | Muerte de Presidente anterior Bolesław Bierut      | [ 74 ]                                                                                            |
| Bélgica      | 1956 | 1            | Víctimas del Marcinelle desastre minero            | [ 75 ] [ 76 ]                                                                                     |
| Santa Sede   | 1958 | 9            | Muerte de Papa Pío XII                             | [ 77 ]                                                                                            |
| Italia       | 1958 | 3            | Muerte de Papa Pío XII                             | Las escuelas y los sitios de diversión estuvieron cerrados.                                       |
| España       | 1958 | 10           | Muerte de Papa Pío XII                             | [ 78 ]                                                                                            |
| Cuba         | 1958 | 3            | Muerte de Papa Pío XII                             |                                                                                                   |

### Años 1960
| País         | Año  | Días de luto | Razón                                                                                                  | Notas |
| ------------ | ---- | ------------ | --- | --- |
| Países Bajos | 1962 | 1            | Muerte de la exreina Guillermina                                                                       | [ 79 ] |
| Santa Sede   | 1963 | 9 9          | Muerte del papa Juan XXIII                                                                             | [ 80 ] |
| EE. UU.      | 1963 | 3            | Víctimas del huracán Flora                                                                             | [ 81 ] |
| EE. UU.      | 1963 | 1            | Asesinato del presidente estadounidense John F. Kennedy                                                | [ 82 ] |
| Países Bajos | 1963 | 1            | Asesinato del presidente estadounidense John F. Kennedy                                                | [ 83 ] |
| Bulgaria     | 1964 | 3            | Muerte del jefe de Estado y presidente del presidium de la asamblea nacional de Bulgaria Dimitar Ganev | [ 84 ] |
| India        | 1964 | 12           | Muerte del primer ministro Jawaharlal Nehru                                                            | [ 85 ] |
| Polonia      | 1964 | 4 4          | Muerte del jefe de Estado polaco Aleksander Zawadzki                                                   | [ 86 ] [ 58 ] |
| Reino Unido  | 1965 | 3            | Muerte del ex primer ministro Winston Churchill                                                        | A partir de 2020, esta fue la última vez que se declaró el duelo oficial en el Reino Unido.                               |
| Bélgica      | 1967 | 1            | Víctimas del incendio de los grandes almacenes L'Innovation                                            | [ 75 ] [ 76 ] |
| Cuba         | 1967 | 3            | Muerte del Che Guevara                                                                                 | [ 88 ] |
| URSS         | 1968 | 1            | Muerte del cosmonauta soviético Yuri Gagarin                                                           | Esta fue la primera vez en la historia soviética que se declaró un día de luto para alguien que no era un jefe de Estado. |
| EE. UU.      | 1968 | 1            | Asesinato del líder de los derechos civiles Martin Luther King Jr.                                     | [ 89 ] |
| EE. UU.      | 1968 | 1            | El asesinato del candidato presidencial de Estados Unidos Robert F. Kennedy                            | [ 90 ] |
| EE. UU.      | 1969 | 1            | Muerte del expresidente estadounidense Dwight D. Eisenhower                                            | [ 91 ] |

### Años 1970
| País       | Año  | Días de luto | Razón                                              | Notas  |  |
| ---------- | ---- | ------------ | -------------------------------------------------- | ------ |  |
| Egipto     | 1970 | 40           | Muerte del Presidente de Egipto Gamal Abdel Nasser | [ 92 ] |  |
| EE. UU.    | 1972 | 1            | Muerte del Presidente de EE. UU. Harry S. Truman   | [ 93 ] |  |
| EE. UU.    | 1973 | 1            | Muerte del Presidente de EE. UU. Lyndon B. Johnson | [ 94 ] |  |
| Francia    | 1974 | 1            | Muerte de Presidente de Francia Georges Pompidou   | [ 95 ] |  |
| Argentina  | 1974 | 3            | Muerte del presidente argentino Juan Perón         |        |  |
| España     | 1975 | 30           | Muerte del Caudillo de España Francisco Franco     | [ 96 ] |  |
| Santa Sede | 1978 | 9            | Muerte de Papa Pablo VI                            | [ 97 ] |  |
| Santa Sede | 1978 | 9            | Muerte de Papa Juan Pablo I                        | [ 98 ] |  |

### Años 1980
| País              | Año  | Días de luto | Razón                                                                        | Notas                                                                                           |
| ----------------- | ---- | ------------ | ---------------------------------------------------------------------------- | ----------------------------------------------------------------------------------------------- |
| Polonia           | 1981 | 4 4          | Muerte del primado de Polonia Stefan Wyszyński                               | [ 58 ]                                                                                          |
| Egipto            | 1981 | 40           | Asesinato del presidente Anwar Sadat                                         | [ 99 ]                                                                                          |
| URSS              | 1982 | 4 4          | Muerte del líder soviético Leonid Brézhnev                                   | [ 100 ]                                                                                         |
| EE. UU.           | 1983 | 1            | Víctimas del derribo del vuelo 007 de Korean Air Lines sobre el mar de Japón | [ 101 ]                                                                                         |
| URSS              | 1984 | 4 4          | Muerte del líder soviético Yuri Andropov                                     | [ 102 ] [ 103 ]                                                                                 |
| Guinea            | 1984 | 40           | Muerte del presidente Ahmed Sékou Touré                                      | [ 104 ]                                                                                         |
| India             | 1984 | 13           | Asesinato del primer ministro Indira Gandhi                                  | [ 105 ]                                                                                         |
| Bulgaria          | 1984 | 1            | Asesinato del primer ministro Indira Gandhi                                  | [ 106 ]                                                                                         |
| URSS              | 1985 | 3            | Muerte del líder soviético Konstantin Chernenko                              | [ 107 ]                                                                                         |
| Alemania del Este | 1985 | 1            | Muerte del líder soviético Konstantin Chernenko                              | [ 108 ]                                                                                         |
| EE. UU.           | 1987 | 1            | Víctimas del incidente del USS Stark                                         | [ 109 ] [ 110 ]                                                                                 |
| URSS              | 1988 | 1            | Víctimas del terremoto armenio de 1988                                       | Esta fue la primera vez en la historia soviética que se declaró un día de luto por un desastre. |
| URSS              | 1989 | 1            | Víctimas del desastre del tren Ufa                                           | [ 111 ] [ 8 ]                                                                                   |

### Años 1990
| País                 | Año     | Días de luto | Razón | Notas |
| -------------------- | ------- | ------------ | --- | --- |
| Bélgica              | 1993    | 9            | Muerte del rey Baudouin de Bélgica                                                                        | |
| Zaire                | 1993    | 1            | Muerte del rey Baudouin de Bélgica                                                                        | [ 112 ] |
| Rusia                | 1993    | 1            | Víctimas de la crisis constitucional rusa de 1993                                                         | [ 113 ] |
| Bosnia y Herzegovina | 1994    | 1            | Víctimas de las Masacres de Markale                                                                       | [ 114 ] |
| Bélgica              | 1994    | 1            | El asesinato de 10 soldados belgas durante la Guerra civil ruandesa                                       | [ 75 ] [ 76 ] |
| EE. UU.              | 1994    | 1            | Muerte de Presidente de EE. UU. anteriores Richard Nixon                                                  | [ 115 ] |
| Brasil               | 1994    | 3            | Muerte de Ayrton Senna, piloto de carreras                                                                | [ 116 ] |
| Corea del Norte      | 1994    | 10           | Muerte de Presidente coreano Del norte Kim Il-sung                                                        | Oficial llorando periodo. |
| Corea del Norte      | 1994-97 | 1,097        | Muerte de Presidente coreano Del norte Kim Il-sung                                                        | Total llorando periodo. |
| EE. UU.              | 1995    | 1            | Víctimas de la Ciudad de Oklahoma que bombardea                                                           | [ 119 ] |
| Rusia                | 1995    | 1            | Víctimas del 1995 Neftegorsk terremoto                                                                    | [ 120 ] |
| Rusia                | 1995    | 1            | Víctimas del Budyonnovsk crisis de rehén del hospital                                                     | [ 121 ] |
| Rusia                | 1996    | 1            | Víctimas del "ataque terrorista en contra agencias de gobierno y residentes" durante la Batalla de Grozny | [ 122 ] |
| Rusia                | 1996    | 1            | Víctimas del 1996 Rostov Oblast autobús-accidente de tren (ru)                                            | [ 123 ] |
| Rusia                | 1996    | 1            | Víctimas del Kaspiysk edificio de apartamento que bombardea (ru)                                          | [ 124 ] |
| Polonia              | 1997    | 1            | Víctimas de la 1997 inundación europea Central                                                            | También sabido como la Inundación de Milenio en Polonia. |
| Reino Unido          | 1997    | 1            | Muerte de Diana, Princesa de Gales                                                                        | Aunque no fue un día de luto oficial, el sábado del funeral de Diana llevó al Reino Unido a un punto muerto. Las tiendas y los bancos cerraron, los eventos deportivos se pospusieron, y las funciones de teatro y cine se cancelaron. |
| Rusia                | 1997    | 1            | Víctimas de un accidente de mina en el Óblast de Kemerovo                                                 | [ 125 ] |
| Rusia                | 1999    | 1            | Víctimas del incendio del departamento de policía de Sámara                                               | [ 126 ] |
| Rusia                | 1999    | 1            | Víctimas del bombardeo en un hospital psiquiátrico                                                        | [ 127 ] [ 128 ] |
| Rusia                | 1999    | 1            | Víctimas de las explosiones en edificios rusos                                                            | [ 129 ] |

### 2020
| País        | Año  | Días de luto | Razón | Notas   |
| ----------- | ---- | ------------ | --- | ------- |
| Irán        | 2020 | 3            | Muerte de Qasem Soleimani, comandante de la Fuerza Quds de Irán, en un ataque aéreo estadounidense en Bagdad, Irak    | [ 130 ] |
| Irak        | 2020 | 3            | Muerte de Qasem Soleimani, comandante de la Fuerza Quds de Irán, en un ataque aéreo estadounidense en Bagdad, Irak    | [ 131 ] |
| Nicaragua   | 2020 | 1            | Muerte del Padre Ernesto Cardenal                                                                                     |         |
| Irán        | 2020 | 1            | Las víctimas de la estampida en el funeral de Qasem Soleimani y el choque de Ucrania International Airlines Vuelo 752 | [ 132 ] |
| Ucrania     | 2020 | 1            | Víctimas del accidente del vuelo 752 de Ukraine International Airlines                                                | [ 133 ] |
| Omán        | 2020 | 3            | Muerte del sultán de Omán Qaboos bin Said Al Said                                                                     | [ 134 ] |
| Kuwait      | 2020 | 3            | Muerte del sultán de Omán Qaboos bin Said Al Said                                                                     | [ 135 ] |
| Catar       | 2020 | 3            | Muerte del sultán de Omán Qaboos bin Said Al Said                                                                     | [ 136 ] |
| EAU         | 2020 | 3            | Muerte del sultán de Omán Qaboos bin Said Al Said                                                                     | [ 137 ] |
| Bareín      | 2020 | 3            | Muerte del sultán de Omán Qaboos bin Said Al Said                                                                     | [ 138 ] |
| Egipto      | 2020 | 3            | Muerte del sultán de Omán Qaboos bin Said Al Said                                                                     | [ 139 ] |
| Níger       | 2020 | 3            | Soldados muertos en la batalla de Chinagodrar                                                                         | [ 140 ] |
| México      | 2020 | 30           | Fallecidos por COVID-19                                                                                               | [ 141 ] |
| Ecuador     | 2020 | 15           | Fallecidos por COVID-19                                                                                               | [ 142 ] |
| España      | 2020 | 10           | Fallecidos por COVID-19                                                                                               | [ 143 ] |
| Uruguay     | 2020 | 2            | Asesinato de 3 infantes de marina durante una guardia en la fortaleza del Cerro de Montevideo                         | [ 144 ] |
| Perú        | 2020 | 1            | Asesinato de Inti Sotelo y Bryan Pintado durante las marchas en contra del presidente Manuel Merino                   | [ 145 ] |
| Argentina   | 2020 | 1            | Fallecimiento del dibujante Quino, célebre por su personaje Mafalda.                                                  | [ 146 ] |
| Argentina   | 2020 | 3            | Fallecimiento del futbolista Diego Armando Maradona.                                                                  | [ 147 ] |
| Uruguay     | 2020 | 3            | Fallecimiento del político y expresidente Tabaré Ramón Vázquez Rosas.                                                 | [ 148 ] |
| Colombia    | 2021 | 3            | Fallecimiento del político y ministro de defensa Carlos Holmes Trujillo                                               | [ 149 ] |
| Reino Unido | 2021 | 8            | Fallecimiento del príncipe Felipe de Edimburgo, consorte de la reina Isabel II del Reino Unido                        | [ 150 ] |

### 2021
| País                 | Año  | Días de luto | Razón                                                       | Notas   |
| -------------------- | ---- | ------------ | ----------------------------------------------------------- | ------- |
| Argentina            | 2021 | 5            | Fallecidos por COVID-19                                     | [ 151 ] |
| Chile                | 2021 | 2            | Fallecidos por COVID-19                                     | [ 152 ] |
| Argentina            | 2021 | 3            | Muerte del expresidente Carlos Menem                        | [ 153 ] |
| Ecuador              | 2021 | 3            | Muerte del expresidente Gustavo Noboa                       | [ 154 ] |
| Guinea Ecuatorial    | 2021 | 3            | Víctimas de las Explosiones en Bata de 2021                 | [ 155 ] |
| Costa de Marfil      | 2021 | 8            | Muerte del primer ministro Hamed Bakayoko                   | [ 156 ] |
| Chad                 | 2021 | 14           | Asesinato del presidente Idriss Déby                        | [ 157 ] |
| República Dominicana | 2021 | 3            | Asesinato del Ministro de medio ambiente Orlando Jorge Mera |         |
| Nicaragua            | 2021 | 3            | Muerte del expresidente Enrique Bolaños Geyer               | [ 158 ] |
| Haití                | 2021 | 17           | Asesinato del presidente Jovenel Moïse                      | [ 159 ] |
| República Dominicana | 2021 | 3            | Fallecimiento del merenguero Jhonny Ventura                 | [ 160 ] |
| Argelia              | 2021 | 3            | Muerte del expresidente Abdelaziz Bouteflika                | [ 161 ] |
| Egipto               | 2021 | 3            | Muerte del ex jefe de Estado Mohamed Hussein Tantawi        |         |

### 2022
| País                            | Año  | Días de luto | Razón                                              | Notas   |
| ------------------------------- | ---- | ------------ | -------------------------------------------------- | ------- |
| Mali                            | 2022 | 3            | Muerte del expresidente Ibrahim Boubacar Keïta     | [ 162 ] |
| España                          | 2022 | 1            | Víctimas del hundimiento del Villa de Pitanxo      | [ 163 ] |
| Brasil                          | 2022 | 1            | Muerte de Olavo de Carvalho                        | [ 164 ] |
| Perú                            | 2022 | 1            | Muerte del expresidente Francisco Morales Bermúdez | [ 164 ] |
| Reino Unido                     | 2022 | 10           | Muerte de la reina Isabel II                       | [ 165 ] |
| Venezuela                       | 2022 | 3            | Víctimas de deslizamientos de tierra               | [ 166 ] |
| Corea del Sur                   | 2022 | 7            | Víctimas de la estampida de Halloween de Seúl      | [ 167 ] |
| Palestina                       | 2022 | 1            | Víctimas de un incendio en un edificio residencial | [ 168 ] |
| Argentina                       | 2022 | 3            | Muerte de Hebe de Bonafini                         | [ 169 ] |
| China                           | 2022 | 7            | Muerte del exlíder Jiang Zemin                     | [ 170 ] |
| Cuba                            | 2022 | 1            | Muerte del exlíder Jiang Zemin                     | [ 171 ] |
| República Democrática del Congo | 2022 | 3            | Víctimas de las inundaciones de Kinsasa            | [ 172 ] |
| Brasil                          | 2022 | 3            | Muerte del futbolista Pelé                         |         |

### 2024
| País                 | Días de luto | Días del calendario                  | Razón                                                           | Notas   |
| -------------------- | ------------ | ------------------------------------ | --------------------------------------------------------------- | ------- |
| Irán                 | 1            | 5 de enero de 2024                   | Víctimas de los atentados de Kermán                             | [ 173 ] |
| Namibia              | 21           | 5-25 de febrero de 2024              | Muerte del presidente Hage Geingob                              | [ 174 ] |
| Mozambique           | 5            | 21-25 de febrero de 2024             | Muerte del presidente Hage Geingob                              | [ 175 ] |
| Zambia               | 2            | 24-25 de febrero de 2024             | Muerte del presidente Hage Geingob                              | [ 176 ] |
| Cuba                 | 2            | 5–6 de febrero de 2024               | Muerte del presidente Hage Geingob                              | [ 177 ] |
| Maldivas             | 2            | 6–7 de febrero de 2024               | Muerte del presidente Hage Geingob                              | [ 178 ] |
| Chile                | 2            | 5-6 de febrero de 2024               | Víctimas de los incendios forestales en Chile                   | [ 179 ] |
| Chile                | 3            | 7-9 de febrero de 2024               | Muerte del expresidente chileno Sebastián Piñera                | [ 180 ] |
| Bulgaria             | 2            | 15-16 de marzo de 2024               | Muerte del Neófito de Bulgaria                                  |         |
| Rusia                | 1            | 24 de marzo de 2024                  | Víctimas de los atentados del Crocus City Hall                  | [ 181 ] |
| Nicaragua            | 1            | 24 de marzo de 2024                  | Víctimas de los atentados del Crocus City Hall                  | [ 182 ] |
| Kosovo               | 1            | 17 de abril de 2024                  | Víctimas de la violencia de género en Kosovo.                   | [ 183 ] |
| República Dominicana | 1            | 20 de abril de 2024                  | Muerte de Frank Almeyda                                         | [ 184 ] |
| Chile                | 3            | 27-29 de abril de 2024               | Asesinato de 3 carabineros durante un atentado al sur de Cañete | [ 185 ] |
| Irán                 | 5            | 20-25 de mayo de 2024                | Muerte del presidente Ebrahim Raisi                             |         |
| Maldivas             | 3            | 21-23 de mayo de 2024                | Muerte del presidente Ebrahim Raisi                             | [ 186 ] |
| Líbano               | 3            | 20-22 de mayo de 2024                | Muerte del presidente Ebrahim Raisi                             | [ 187 ] |
| Siria                | 3            | 20-22 de mayo de 2024                | Muerte del presidente Ebrahim Raisi                             | [ 187 ] |
| Tailandia            | 3            | 23–24 y 27 de mayo de 2024           | Muerte del presidente Ebrahim Raisi                             | [ 188 ] |
| Cuba                 | 2            | 21-22 de mayo de 2024                | Muerte del presidente Ebrahim Raisi                             | [ 189 ] |
| Tayikistán           | 2            | 21-22 de mayo de 2024                | Muerte del presidente Ebrahim Raisi                             | [ 190 ] |
| India                | 1            | 21 de mayo de 2024                   | Muerte del presidente Ebrahim Raisi                             | [ 191 ] |
| Pakistán             | 1            | 21 de mayo de 2024                   | Muerte del presidente Ebrahim Raisi                             | [ 192 ] |
| Sri Lanka            | 1            | 21 de mayo de 2024                   | Muerte del presidente Ebrahim Raisi                             | [ 193 ] |
| Turquía              | 1            | 21 de mayo de 2024                   | Muerte del presidente Ebrahim Raisi                             | [ 194 ] |
| Irak                 | 1            | 21 de mayo de 2024                   | Muerte del presidente Ebrahim Raisi                             | [ 195 ] |
| Bangladés            | 1            | 23 de mayio de 2024                  | Muerte del presidente Ebrahim Raisi                             | [ 196 ] |
| Malaui               | 21           | 11 de junio-1 de julio de 2024       | Víctimas del accidente del Dornier 228 en Chikangawa            | [ 197 ] |
| Perú                 | 3            | 12-14 de septiembre de 2024          | Muerte del expresidente peruano Alberto Fujimori                | [ 198 ] |
| España               | 3            | 31 de octubre-2 de noviembre de 2024 | Víctimas de la gota fría en España                              | [ 199 ] |

### 2025
| País                     | Días de luto | Días del calendario         | Razón                                        | Notas           |
| ------------------------ | ------------ | --------------------------- | -------------------------------------------- | --------------- |
| Cuba                     | 3            | 10-12 de february de 2025   | Muerte del Sam Nujoma                        | [ 200 ]         |
| República Dominicana     | 3            | 9-11 de abril de 2025       | Derrumbe del techo de la discoteca Jet Set   | [ 201 ]         |
| Argentina                | 7            | 22-28 de abril de 2025      | Muerte del Papa Francisco                    | [ 202 ]         |
| Brasil                   | 7            | 22-28 de abril de 2025      | Muerte del Papa Francisco                    | [ 203 ]         |
| Timor Oriental           | 7            | 22-28 de abril de 2025      | Muerte del Papa Francisco                    | [ 204 ]         |
| Puerto Rico              | 6            | 21-26 de abril de 2025      | Muerte del Papa Francisco                    | [ 205 ]         |
| Paraguay                 | 5            | 22-26 de abril de 2025      | Muerte del Papa Francisco                    | [ 206 ]         |
| Italia                   | 5            | 22-26 de abril de 2025      | Muerte del Papa Francisco                    | [ 207 ] [ 208 ] |
| Santo Tomé y Príncipe    | 5            | 22-26 de abril de 2025      | Muerte del Papa Francisco                    | [ 209 ]         |
| Costa Rica               | 4            | 21-24 de abril de 2025      | Muerte del Papa Francisco                    | [ 210 ]         |
| Filipinas                | 4            | 23-26 de abril de 2025      | Muerte del Papa Francisco                    | [ 211 ]         |
| Seychelles               | 4            | 22-24 y 26 de abril de 2025 | Muerte del Papa Francisco                    | [ 212 ]         |
| Perú                     | 3            | 22-24 de abril de 2025      | Muerte del Papa Francisco                    | [ 213 ]         |
| Chile                    | 3            | 22-24 de abril de 2025      | Muerte del Papa Francisco                    | [ 214 ]         |
| República Dominicana     | 3            | 22-24 de abril de 2025      | Muerte del Papa Francisco                    | [ 215 ]         |
| Ecuador                  | 3            | 22-24 de abril de 2025      | Muerte del Papa Francisco                    | [ 216 ]         |
| España                   | 3            | 22-24 de abril de 2025      | Muerte del Papa Francisco                    | [ 217 ] [ 218 ] |
| Venezuela                | 3            | 22-24 de abril de 2025      | Muerte del Papa Francisco                    | [ 219 ]         |
| Panamá                   | 3            | 22-24 de abril de 2025      | Muerte del Papa Francisco                    | [ 220 ]         |
| Guatemala                | 3            | 22-24 de abril de 2025      | Muerte del Papa Francisco                    | [ 221 ]         |
| Cuba                     | 3            | 22-24 de abril de 2025      | Muerte del Papa Francisco                    | [ 222 ]         |
| Líbano                   | 3            | 22-24 de abril de 2025      | Muerte del Papa Francisco                    | [ 223 ]         |
| Jordania                 | 3            | 22-24 de abril de 2025      | Muerte del Papa Francisco                    | [ 224 ]         |
| India                    | 3            | 22-23 y 26 de abril de 2025 | Muerte del Papa Francisco                    | [ 225 ]         |
| Guinea Ecuatorial        | 3            | 23-25 de abril de 2025      | Muerte del Papa Francisco                    | [ 226 ]         |
| Palestina                | 3            | 23-25 de abril de 2025      | Muerte del Papa Francisco                    | [ 227 ]         |
| Tailandia                | 3            | 23-25 de abril de 2025      | Muerte del Papa Francisco                    | [ 228 ]         |
| Portugal                 | 3            | 24-26 de abril de 2025      | Muerte del Papa Francisco                    | [ 229 ] [ 230 ] |
| Mozambique               | 3            | 24-26 de abril de 2025      | Muerte del Papa Francisco                    | [ 231 ]         |
| Mónaco                   | 3            | 24-26 de abril de 2025      | Muerte del Papa Francisco                    | [ 232 ]         |
| Bangladés                | 3            | 24-26 de abril de 2025      | Muerte del Papa Francisco                    | [ 233 ]         |
| Belice                   | 3            | 24-26 de abril de 2025      | Muerte del Papa Francisco                    | [ 234 ]         |
| Malta                    | 2            | 22 y 26 de abril de 2025    | Muerte del Papa Francisco                    | [ 235 ]         |
| Cabo Verde               | 2            | 23-24 de abril de 2025      | Muerte del Papa Francisco                    | [ 236 ]         |
| Sudán del Sur            | 1            | 25 de abril de 2025         | Muerte del Papa Francisco                    | [ 237 ]         |
| Uruguay                  | 1            | 26 de abril de 2025         | Muerte del Papa Francisco                    | [ 238 ]         |
| Hungría                  | 1            | 26 de abril de 2025         | Muerte del Papa Francisco                    | [ 239 ]         |
| Polonia                  | 1            | 26 de abril de 2025         | Muerte del Papa Francisco                    | [ 240 ] [ 241 ] |
| Rumania                  | 1            | 26 de abril de 2025         | Muerte del Papa Francisco                    | [ 242 ] [ 243 ] |
| Eslovaquia               | 1            | 26 de abril de 2025         | Muerte del Papa Francisco                    | [ 244 ]         |
| Eslovenia                | 1            | 26 de abril de 2025         | Muerte del Papa Francisco                    | [ 245 ]         |
| Croacia                  | 1            | 26 de abril de 2025         | Muerte del Papa Francisco                    | [ 246 ] [ 247 ] |
| Albania                  | 1            | 26 de abril de 2025         | Muerte del Papa Francisco                    | [ 248 ]         |
| Bosnia y Herzegovina     | 1            | 26 de abril de 2025         | Muerte del Papa Francisco                    | [ 249 ] [ 250 ] |
| Lituania                 | 1            | 26 de abril de 2025         | Muerte del Papa Francisco                    | [ 251 ]         |
| República Centroafricana | 1            | 26 de abril de 2025         | Muerte del Papa Francisco                    | [ 252 ]         |
| Zambia                   | 1            | 26 de abril de 2025         | Muerte del Papa Francisco                    | [ 253 ]         |
| Sri Lanka                | 1            | 26 de abril de 2025         | Muerte del Papa Francisco                    | [ 254 ]         |
| Uruguay                  | 3            | 14-16 de mayo de 2025       | Muerte del expresidente uruguayo José Mujica | [ 255 ]         |
| Brasil                   | 3            | 14-16 de mayo de 2025       | Muerte del expresidente uruguayo José Mujica | [ 256 ]         |
| Chile                    | 3            | 3-5 de agosto de 2025       | Derrumbe de la mina El Teniente de 2025      | [ 257 ]         |